# Bryan McGregor
Bryan McGregor (27. června 1984 (Niagara Falls, Ontario, Kanada) je kanadský hokejista. Hraje na postu útočníka. Momentálně (2012) je volným hráčem.

## Hráčská kariéra
- 2002-2003 Vernon Vipers (BCHL)
- 2003-2004 University of Minnesota-Duluth (NCAA)
- 2004-2005 University of Minnesota-Duluth (NCAA)
- 2005-2006 University of Minnesota-Duluth (NCAA)
- 2006-2007 University of Minnesota-Duluth (NCAA)
- 2007-2008 Pensacola Ice Pilots (ECHL)
- 2008-2009 Johnstown Chiefs (ECHL), Binghamton Senators (AHL), Idaho Steelheads (ECHL)
- 2009-2010 Vaasan Sport (FIN2)
- 2010-2011 HC Oceláři Třinec
- 2011-2012 HC Oceláři Třinec
- 2012-2013 HC TWK Innsbruck
- 2013-2014 HK Bejbarys Atyrau Kazachstán, Rungsted Ishockey Dánsko, Alba Volán Székesfehérvár Maďarsko
- 2014/2015 Piráti Chomutov